# Mie Højlund
Mie Enggrob Højlund (Favrskov, 24 de outubro de 1997) é uma jogadora de handebol dinamarquesa.

## Carreira

### Carreira nos clubes
Højlund jogou nas equipes juvenis do Randers HK e, em 2014, tornou-se parte da equipe sênior. Ela marcou um total de 30 gols em sua temporada de estreia. Nos primeiros anos, ela foi reserva da jogadora da seleção nacional Jane Schumacher. No outono de 2016, ela se tornou a primeira escolha na posição de armadora. Naquela temporada, o Randers HK venceu a Copa Dinamarquesa de Handebol Feminino com uma vitória surpreendente sobre o FC Midtjylland Håndbold. Ela terminou a temporada como a segunda maior artilheira da liga com 89 gols.
Isso levou a uma mudança para o principal clube dinamarquês Odense Håndbold, com quem ficou em segundo lugar na Damehåndboldligaen de 2017–18. Em 2019, ela estendeu ainda mais o contrato no Odense Håndbold até 2024. Em 2021, ela ganhou o Campeonato Dinamarquês pela primeira vez, bem como a segunda Copa da Dinamarca.

### Carreira internacional
Højlund fez parte das seleções juvenis dinamarquesas que tiveram sucesso em meados da década de 2010. Ela fez parte da equipe que venceu a Eurocopa Sub-19 de 2015 na Espanha, seguida pela Copa do Mundo Sub-19 na Rússia. Isso, juntamente com seu sucesso no Randers HK, levou o técnico da seleção nacional, Klavs Bruun Jørgensen, a convocá-la contra a Noruega em outubro de 2016.
Ela foi inicialmente convocada para a seleção nacional para o Campeonato Europeu de Handebol Feminino de 2016, mas rejeitou devido aos exames. No Campeonato Mundial de Handebol Feminino de 2017, ela perdeu devido a uma lesão no ombro.
Seu primeiro grande torneio internacional foi o Campeonato Europeu de Handebol Feminino de 2018, na França. Ela fez parte da equipe dinamarquesa que ganhou medalhas de bronze no Campeonato Mundial de Handebol Feminino de 2021, na Espanha, e no Campeonato Mundial de Handebol Feminino de 2023, na Dinamarca/Noruega/Suécia. Nos Jogos Olímpicos de Verão de 2024, em Paris, conquistou a medalha de bronze no torneio feminino do handebol, após vencer a equipe sueca por 30–25 na disputa pelo terceiro lugar.